# Андреев, Павел Владимирович
Павел Владимирович Андреев (род. 24 ноября 1978 года) - легкоатлет Узбекистана, специализировавшийся в многоборье.

## Карьера
Мастер спорта Республики Узбекистан международного класса.
Участник двух Олимпиад (2004, 2008).
Чемпион Азии (2005), трёхкратный призёр чемпионатов Азии.